# فلسفة بوذية
الفلسفة البوذية هي وضع وشرح التعاليم التي قدمها بوذا كما هو موجود في تريبيتاكا وعجما. ويتمثل اهتمامها الرئيسي في تفسير دهارما والتي تشكل حقيقة واقعة. والفكرة التي تكررت هي إضفاء الطابع المادي على المفاهيم، والعودة إلى الطريق الوسط البوذي.
تجنبت البوذية المبكرة فكر المضاربة بشأن ما وراء الطبيعة وعلم الظواهر والأخلاق ونظرية المعرفة، ولكنها بدلاً من ذلك استندت إلى أدلة تجريبية اكتسبتها بأعضاء الحس (أياتنا (ayatana)).
ومع ذلك، قد تناول علماء البوذية القضايا الوجودية وقضايا ما وراء الطبيعة لاحقًا. وكانت هناك نقاط خلافية معينة في الفلسفة البوذية في كثير من الأحيان بين المدارس البوذية المختلفة. وأدت هذه التوضيحات والنزاعات إلى ظهور العديد من المدارس البوذية الأولى التابعة لمذهب أبهيدهما (Abhidhamma) وعادات ماهايانا ومدارس براجناباراميتا (Prajnaparamita) ومادهياماكا (Madhyamaka) وطبيعة بودها ويوجاكارا.

## المراحل التاريخية للفلسفة البوذية المبكرة
يقسم إدوارد كونز تطور الفلسفة البوذية الهندية إلى ثلاث مراحل، ترتبط المرحلة الأولى بالعقائد الأصلية المستمدة من الأقوال الشفهية خلال حياة بوذا، وهذه العقائد مشتركة بين جميع الطوائف البوذية، فيما تتعلق المرحلة الثانية بالبوذية المدرسية والتي بدأت في القرن الثالث قبل الميلاد، وقد تميَّزت هذه المرحلة بإعادة تجميع وصياغة مدرسية وتصنيف واضح للتعاليم والعقائد البوذية السابقة، في حين ترتبط المرحلة الثالثة من تطور الفلسفة البوذية الهندية بما يعرف بالبوذية الميتافيزيقية والتي ظهرت في أواخر القرن الأول الميلادي وكانت تؤكد على حياة الرهبانية والعزلة والتأمل، على كلِّ حال فقد تم دمج وتطوير عناصر مختلفة من هذه المراحل الثلاث لتشكيل الفلسفة البوذية لمختلف الطوائف البوذية التي ظهرت لاحقاً.

## التوجه الفلسفي للبوذية
كانت الفلسفة في الهند تهدف أساساً إلى الخلاص والتحرر الروحي وعن ذلك كتب بيتر ديلر سانتينا:
يجب الانتباه أولاً وقبل كل شيء إلى حقيقة أن الأنظمة الفلسفية المختلفة في الهند نادراً ما اهتمت بالطريقة الوصفية البحتة، بل على العكس من ذلك تماماً كانت جميع النظم الفلسفية الكبرى في الهند تقريباً مهتمَّةً بشكل كبير بتوفير وسيلة للتحرر الروحي أو الخلاص، وافترض منظروها أنَّه إذا تمَّ فهم هذه الفلسفات واستيعابها بشكل صحيح يمكن عندئذٍ تحقيق حالة خالية من المعاناة والقيود بشكلٍ غير مشروط، وإذا ما تمَّ التغاضي عن هذه الحقيقة كما حدث غالباً مع بعض الاتجاهات الفلسفية المادية فسنفقد الأهمية الحقيقية للفلسفة الهندية والبوذية".
يؤكد الفلاسفة البوذيون الهنود أنَّ تعاليم بوذا لم تكن تدعو للإيمان وحده بل حثَّت على التحليل المنطقي للعالم وظواهره، وتشير النصوص البوذية المبكرة إلى أن الشخص يصبح تابعاً لتعاليم بوذا بعد أن يتفكر في هذه التعاليم بحكمة ويدرب نفسه تدريجياً على أن يصبح تلميذاً يقوم بالتحقيق والتدقيق في هذه التعاليم، كما طلب بوذا من تلاميذه أن يتوجهوا إليه كمدرس بطريقة نقدية وأن يفحصوا أفعاله وكلماته ويناقشوه فيها.
بوذا والبوذية المبكرة

## بوذا
يختلف العلماء والمؤرخون حول ما إذا كان لبوذا نفسه أي ممارسات أو تحقيقات فلسفية، سيدهارثا غوتاما (حوالي القرن الخامس قبل الميلاد) كان شَرْمَناً شمالياً هائماً (زاهد متجول)، وتعاليمه محفوظة في نيكاياس بالي(Pāli Nikayas) وأغاما (Āgamas)، بالإضافة إلى مجموعات نصية أخرى متبقية، تُعرف مجتمعة بالنصوص البوذية المبكرة. بينما يركز تعليم بوذا على تحقيق أعلى خير وهو النيرفانا، فإنها تتضمن أيضاً تحليلاً لمصدر المعاناة البشرية (دوكها)، وطبيعة الهوية الشخصية (آتمان)، وعملية اكتساب المعرفة (براجنا) حول العالم.
تركزت تعاليم بوذا على السعي لتحقيق أعلى مستوى من السكينة والتحرر الروحي، واحتوت أيضاً على تحليل لمصادر المعاناة الإنسانية وطبيعة الهوية الشخصية وعملية اكتساب المعرفة حول العالم.

### الطريق الوسط
عرَّف بوذا تعاليمه على أنَّها «الطريق الوسط»، مشيراً بذلك إلى حقيقة أن هذه التعاليم تشكل مساراً وسطياً بين أقصى درجات الزهد والإنكار الجسدي وبين المتعة الجنسية والتساهل، ومع أنَّ الكثير من نصائح بوذا ركزت على الحرمان الجسدي وذلك باستخدام ممارسات مثل الصوم لتحرير العقل من الجسد، فقد أدرك بوذا نفسه أن العقل يتجسد ويعتمد بشكل سببي على الجسم البشري، وبالتالي فإن الجسم المصاب بسوء التغذية لن يسمح بتدريب العقل وتطويره، وبالتالي فإن محور الاهتمام الرئيسي للبوذية ليس في الدعوة للترف أو الفقر، ولكن بدلاً من ذلك الحث على استجابة الإنسان لظروفه وتكيفه معها.

### التعاليم الأساسية
تظهر التعاليم الأساسية للبوذية في العديد من النصوص المبكرة، وقد خلصت الدراسات القديمة التي أجراها علماء مختلفون على أنَّ هذه التعاليم الأساسية يمكن تصنيفها ضمن الأنواع التالية:
- الطريق الوسط
- الحقائق الأربعة النبيلة
- طريق الثمانية النبيل
- العلامات الثلاثة للوجود (عدم الثبات وعدم الارتياح ونكران الذات)
- المجاميع الخمسة
- التبعية الناشئة
- البعث
- السكينة

تمَّ تعديل هذه القائمة لاحقاً على يد العديد من الباحثين الجدد كفيتر وبرونخورست وغومبريش، وكشفت دراساتهم النقدية عن تكوين أكثر دقة للتعاليم البوذية، فوفقاً لفيتر يكون وصف المسار البوذي في البداية بسيطاً مثل مصطلح «الطريق الوسط»، لكنه ما يلبث أن ينمو بمرور الوقت حيث تمَّ توسيعه ليتجاوز ثمانية أضعاف المسار البسيط الأول، ويعتقد فيتر أن المسار ذو الثمانية أضعاف يشكل في حقيقة الأمر مجموعة من الممارسات التي تعد شيئاً واحداً وتخدم هدفاً واحداً، أمَّا برونخورست فيرى أنَّ الحقائق الأربعة قد لا تكون قد صيغت في البوذية المبكرة ولم تستخدم من قبل بوذا وتلاميذه الأوائل باعتبارها طريقةً لتحرير البصيرة كما أصبحت لاحقاً، وخلص لامبرت شميثاوسين إلى أن الحقائق الأربعة تطورت لاحقاً ولم تظهر في البوذية المبكرة وعاد كارول أندرسون ليؤكد على أنَّ الحقائق الأربعة مفقودة في التعاليم الأولى للشريعة البوذية:
ربما لم تكن الحقائق الأربعة النبيلة جزءاً من التعاليم الأولى لما أصبح يُعرف اليوم بالبوذية، ولكنها برزت كتعليم أساسي في فترة متأخرة قليلاً قبل حدوث التنقيحات النهائية لمختلف الشرائع البوذية المعروفة حالياً.
وفقاً لعلماء آخرين، فقد كانت النظرة الفلسفية للبوذية الأولى سلبية في المقام الأول، بمعنى أنها ركزت على مذاهب الرفض أكثر من مذاهب القبول، وكان تقدير المعرفة المفيدة يتم فقط من أجل تحقيق التنوير، ووفقاً لهذا الرأي فإن الاضطرابات الفلسفية التي دفعت لتنويع البوذية إلى مدارسها وطوائفها لم تبدأ إلا بعد أن بدأ البوذيون في محاولة لتوضيح فلسفة بوذا الضمنية ودراسة النصوص المبكرة.

## الفلسفة البوذية الحديثة
سعى الفلاسفة البوذيون المعاصرون في سريلانكا مثل أناجاريكا دارمابالا (1864-1933) والأمريكي هنري ستيل أولكوت إلى توضيح أنَّ البوذية كانت فلسفة عقلانية ومتوافقة بشكلٍ كامل مع الأفكار العلمية الحديثة مثل نظرية التطور  وجادل آخرون أن البوذية تضمنت عناصر اجتماعية قوية وأنَّها قدَّمت مبادئ الليبرالية والإيثار والديمقراطية، وكتب K. N. Jayatilleke رواية كلاسيكية حديثة عن نظرية المعرفة البوذية (نظرية المعرفة البوذية المبكرة - 1963) وكتب تلميذه ديفيد كالوباهانا عن تاريخ الفكر البوذي وعلم النفس، وبرز أيضاً من بين المفكرين البوذيين المهمين في سريلانكا فين راياناندا، وبولا راهولا، وهامالوا سادهاتيسا صاحب كتاب (الأخلاقيات البوذية - 1987)، وجونابالا دارماسيري صاحب كتاب (نقد بوذي لمفهوم الله المسيحي - 1988).
أما في الصين في القرن العشرين فقد دعا تاي كسو (1890 - 1947) إلى إصلاح وإحياء البوذية، وروج للتعاليم البوذية الأصلية، ليس كتعاليم ساذجة في عالم اليوم المادي ولكن «كتعاليم بوذية من أجل حياة الإنسان»، وكانت أفكاره خالية من الخرافات والمعتقدات الخارقة للطبيعة وكتب أيضاً عن الروابط بين العلم الحديث والبوذية مؤكداً في النهاية على أن «الأساليب العلمية لا يمكنها إلا أن تدعم العقيدة البوذية، ولا يمكنها أبداً أن تتخطاها أو تخالفها» ، ومثل تاي كسو دعا يين شون (1906 - 2005) إلى شكل من أشكال البوذية الإنسانية التي تركز اهتمامها على القضايا الإنسانية وكان لطلابه وأتباعه تأثير في تعزيز البوذية الإنسانية في تايوان خصوصاً.
أحد المفكرين المُجددين في البوذية التبتية هو غندون شوفيل (1903 - 1951)، والذي كان بحسب رأي دونالد لوبيز «من الممكن القول إنه المفكر التبتي الأكثر أهمية في القرن العشرين»، سافر غندون شوفيل في جميع أنحاء الهند وكتب مجموعة واسعة من المواد بما في ذلك الأعمال التي تعزز أهمية العلم الحديث لمواطنيه التبتيين وشرح النصوص الفلسفية البوذية القديمة، وكان هناك أيضاً مفكر بوذي تبتي آخر مؤثر جداً هو تشوجيام ترونجبا والذي قدَّم رؤية «التنوير العلماني» القريبة من الفكر الغربي.
تأثرت الفلسفة البوذية اليابانية بشدة بأعمال مدرسة كيوتو التي برز من مفكريها كيتارو نيشيدا وكيجي نيشيتاني وهاجيمي تانابي وماساو آبي، قارن هؤلاء الفلاسفة بين الأفكار البوذية والفلسفة الغربية وناقشوا علماء الطبيعة الأوروبيين والوجوديين، وكان الاتجاه الأكثر أهمية في الفكر البوذي الياباني بعد ظهور مدرسة كيوتو هو البوذية الناقدة، والتي رفضت العديد من مفاهيم البوذية التقليدية القديمة مثل طبيعة بوذا والتنوير الأصلي ، وكان المفكر الياباني ديت سوزوكي (1870 - 1966) من أبرز من نقل الأفكار البوذية إلى الغرب وكانت مؤلفاته في الحداثة البوذية ذات تأثير كبير في الولايات المتحدة، كانت رؤية سوزوكي للعالم بطريقة بوذية تتأثر بالمذهب الرومانسي والذي عزز الحرية الروحية باعتبارها وعياً عفوياً وتحرراً يتجاوز الفكر العقلاني ، أثرت هذه الفكرة البوذية في العديد من المفكرين الغربيين المعاصرين، في حين انتقد الراهب الأمريكي ثيرافادا «الرومانسية البوذية» وهاجمها في كتاباته.
كتب المفكرون البوذيون الغربيون مثل نانافيرا ثيرا، وبيخكو بودي، ونيانابونيكا ثيرا، وروبرت آيتكين، وتايغن دان لايتون، وماثيو ريكارد نصوصاً غزيرة عن الفلسفة البوذية، وكانت إحدى أبرز سمات الفكر البوذي في الغرب هي الرغبة في الحوار والتكامل مع العلم وعلم النفس الحديث، وكان الاتجاه الفلسفي البوذي الغربي الآخر هو مشروع علمنة البوذية كما يظهر في أعمال ستيفن باتشيلور، في حين بدأت المقارنة بين الفكر البوذي والغربي بعمل تشارلز مور الذي أسس مجلة الفلسفة الشرقية والغربية، وكتب أكاديميون غربيون معاصرون مثل مارك سيديريتس وجان ويسترهوف وجوناردون جانيري وميري البحاري وأوين فلاناغان وداميان كيون وتوم تيلمانز وديفيد لوي وإيفان تومبسون وجاي غارفيلد أعمالًا مختلفة تفسر الأفكار البوذية من خلال الفلسفة الغربية الحديثة.

## مقارنة مع الفلسفات الأخرى
حدد علماء مثل توماس ماكفيلي، وكريستوفر بيكويث، وأدريان كوزمينسكي  ، التأثيرات المتقاطعة بين البوذية القديمة والفلسفة اليونانية القديمة والتي ظهرت خصوصاً بعد غزو الإسكندر الأكبر للشرق، فمثلاً أمضى الفيلسوف اليوناني بيرهو 18 شهراً في الهند بعد أن رافق جيش الإسكندر الأكبر في غزوه للشرق وكتب عن تأثره بأفكار فلاسفة الهند وخصوصاً علماء الفلك منهم  ، ويعتقد توماس ماكيفيلي أنَّ الفيلسوف البوذي ناغارغونا تأثر بنصوص يونانية مستوردة إلى الهند.
هناك طريقة بديلة لمقارنة الفكر البوذي بالفلسفة الغربية وهي استخدام مفهوم الطريق الوسط في البوذية كأداة لتقييم الفلسفات الغربية، وبهذه الطريقة يمكن تصنيف الفلسفات الغربية وفق الطريقة البوذية على أنها أبدية أو عدمية، أما من وجهة النظر البوذية فتُعتبر جميع الفلسفات وجهات نظر غير متقنة أو مؤكدة ولا يتم التشبث بها بصرامة.